# كل ده كان ليه
كل ده كان ليه أغنية مصرية لمحمد عبد الوهاب من تأليف مأمون الشناوي، وألحان محمد عبد الوهاب.

## كلمات
كل ده كان ليه لما شفت عينيه
حن قلبي إليه وانشغلت عليه
كل ده كان ليه
كان ليه
قال لي كم كلمة يشبهوا النسمة في ليالي الصيف
فاتنى وف قلبي شوق بيلعب بي وف خيالي طيف
غاب عني بقى له يومين ما اعرفش وحشني ليه
إحترت أشوفه فين وان شفته حاقول له إيه
كل ده كان ليه
اللى حيرني واللي غيرني واللي فاتني ف حال
نام وسهرني والا فاكرني والا مش عالبال
صبحني ف هم وويل من طول ما بفكر فيه
نساني أنام الليل خلاني ابات أناجيه
كل ده كان ليه
ليه بيحرمني من سؤال عني وافضل استناه
لو يكلمني كان يطمني ع اللى بتمناه
يا شاغلني ليل ونهار بغرام ما اقدرش اداريه
شوف قلبي وشوف النار اللى أنت قايدها فيه
كل ده كان ليه